# دومینیک مک هیل
دومینیک مک هیل (انگلیسی: Dominic McHale؛ زادهٔ ۱۸ فوریهٔ ۱۹۹۶) بازیکن فوتبال اهل بریتانیا است.
از باشگاه‌هایی که در آن بازی کرده‌است می‌توان به باشگاه فوتبال بارنزلی و باشگاه فوتبال نورتویچ ویکتوریا اشاره کرد.